# 马丁·瓦尔泽
马丁·瓦尔泽（Martin Walser，1927年3月24日—2023年7月28日），德国小说家、剧作家。二战时曾加入纳粹德国防空部队，后曾在雷根斯堡和图宾根念书。1947年开始发表文学作品。一开始研究卡夫卡，后来走现实主义创作路线。曾获四七社文学奖、黑塞奖、毕希纳奖、席勒促进奖等荣誉。其代表作为中篇小说《惊马奔逃》（1978年）。